# داگلاس املن
داگلاس املن (انگلیسی: Douglas Emlen؛ زادهٔ ۲۹ آوریل ۱۹۶۷) استاد دانشگاه در زمینه زیست شناسی فرگشتی در دانشگاه مونتانا بود.